# 普利辛
50°10′8″N 26°58′4″E / 50.16889°N 26.96778°E
普利辛（烏克蘭語：Пліщин）是位於烏克蘭西部赫梅利尼茨基州的舍佩蒂夫卡區的村莊，始建於1167年，面積0.23平方公里，海拔高度262米，2023年人口989，人口密度每平方公里5,290.8人。